# Eutrichomyias rowleyi
Eutrichomyias rowleyi е вид птица от семейство Monarchidae, единствен представител на род Eutrichomyias. Видът е критично застрашен от изчезване.

## Разпространение
Видът е разпространен в Индонезия.